# Gonomyia appendiculata
Gonomyia appendiculata är en tvåvingeart som beskrevs av Alexander 1943. Gonomyia appendiculata ingår i släktet Gonomyia och familjen småharkrankar.
Artens utbredningsområde är Peru. Inga underarter finns listade i Catalogue of Life.